# 中島龍也
中島 龍也（なかじま たつや、1996年3月12日 - ）は、地方競馬の金沢競馬場・高橋優子厩舎所属の騎手である。

## 経歴
中学卒業後、茨城県の国際馬事学校に1年間通い、その後、地方競馬教養センターに入所した。
金沢競馬場の加藤和義厩舎に所属し2014年にデビュー。
2014年4月6日、金沢競馬第1競走でウーヴァに騎乗し初騎乗を果たす（9頭立て2着）。
2日後の4月8日、金沢競馬第5競走でニシノオタフクに騎乗し優勝、初勝利を挙げた。
デビュー1年目はNARグランプリ優秀新人騎手賞を受賞、さらに日本プロスポーツ大賞新人賞を受賞した。
2016年4月10日、金沢競馬第1競走をノースショアで優勝、通算100勝を達成した。
2017年、金沢シンデレラカップをエグジビッツで制し、重賞初制覇を達成。
2018年1月22日から3月9日まで南関東競馬で期間限定騎乗を行った。
2020年4月22日付で加藤和義厩舎から高橋優子厩舎に移籍した。

## 主な騎乗馬
- エグジビッツ（2017年金沢シンデレラカップ）
- ノブイチ（2017年金沢ヤングチャンピオン）
- アルファーティハ（2018年サラブレッド大賞典）
- ヤマミダンス（2018年中日杯、2019年兵庫クイーンカップ）
- ナガラオリオン（2019年金沢スプリングカップ）
- ロンギングルック（2019年石川ダービー、加賀友禅賞、2020年徽軫賞）
- アイバンホー（2020年金沢ヤングチャンピオン、2021年北日本新聞杯、石川ダービー）
- リメンバーアポロ（2023年金沢ヤングチャンピオン）
- マンガン（2025年利家盃）
- クリノチャールズ（2025年北日本新聞杯）